# Aphthona bergealoides
Aphthona bergealoides es un coleóptero de la familia Chrysomelidae. Fue descrita en 2004 por Fritzlar.